# TM SMR
Le TM SMR sono in realtà le motociclette da motocross della TM Racing che dalla stessa ditta vengono preparate per il supermotard e la circolazione stradale.
Lo stesso accade per le versioni 4 tempi che dal 2003 sono le uniche ad essere prodotte 450 e 530 cm³ con il nome di TM SMR-F, prodotte anche nella versione "SMM" (monobraccio) e nella versione "SMX" Prontopista (senza impianto elettrico ausiliario e scarico omologato per strada) e con cerchio anteriore da 16,5".

## Descrizione
Le moto vengono omologate con un nuovo impianto elettrico in grado di fornire energia alle luci e al clacson, poi viene sostituito lo scarico non catalitico con uno che rispetti le norme antinquinamento, la ruota posteriore passa da 19 pollici a 17 e quella anteriore da 21 a 17, mentre l'impianto frenante viene maggiorato all'anteriore, così come la larghezza degli pneumatici.
Dal 2005 è disponibile anche nella versione SMM, dove viene usato un monobraccio per il forcellone posteriore e cerchi in lega